# Luis Née
Luis Née (1734 - 1803) va ser un botànic franco-espanyol que va prendre part en l'Expedició Malaspina, entre 1789 i 1794, a la costa pacífica d'Amèrica del Nord i a Austràlia.
Va identificar i donà nom 38 noves espècies de plantes (IPNI).

## Algunes publicacions
- alessandro Malaspina, ricardo cerezo Martínez, luis Nee, tadeo Haenke, antonio Pineda Ramirez, josé de Bustamante y Guerra. 1992. La Expedición Malaspina: 1789 - 1794. Descripciones y reflexiones políticas. Volumen 7. Ed. Lunwerg. 253 pp. ISBN 84-7782-003-1

- luis Neé, félix Muñoz Garmendía. 1992. La expedición Malaspina, 1789-1794: Diarios y trabajos botánicos de Luis Nee. Ed. Ministerio de Defensa. 416 pp. ISBN 84-7782-003-1

## Honors

### Epònims
Gènere
- (Nyctaginaceae) Neea Ruiz & Pav.[2]

Espècies
- (Apiaceae) Eryngium neei M.Mend.[3]
- (Asclepiadaceae) Cynanchum neei Morillo[4]
- (Asclepiadaceae) Jobinia neei (Morillo) Liede & Meve[5]
- (Asteraceae) Mikania neei W.C.Holmes[6]
- (Asteraceae) Oyedaea neei Pruski[7]
- (Chenopodiaceae) Sarcocornia neei (Lag.) M.A.Alonso & M.B.Crespo[8]
- (Convolvulaceae) Convolvulus neei Spreng.[9]
- (Dilleniaceae) Davilla neei Aymard[10]
- (Fabaceae) Lonchocarpus neei M.Sousa[11]
- (Lecythidaceae) Eschweilera neei S.A.Mori[12]
- (Lomariopsidaceae) Elaphoglossum neei M.Kessler & Mickel[13]
- (Malvaceae) Pavonia neei Fryxell[14]
- (Myrtaceae) Eugenia neei Merr.[15]
- (Rubiaceae) Coussarea neei Dwyer[16]
- (Sapindaceae) Serjania neei Acev.-Rodr.[17]
- (Symplocaceae) Symplocos neei B.Ståhl[18]
- (Verbenaceae) Verbena neei Moldenke[19]
- (Vitaceae) Cissus neei Croat[20]